# Fiumi della Svizzera

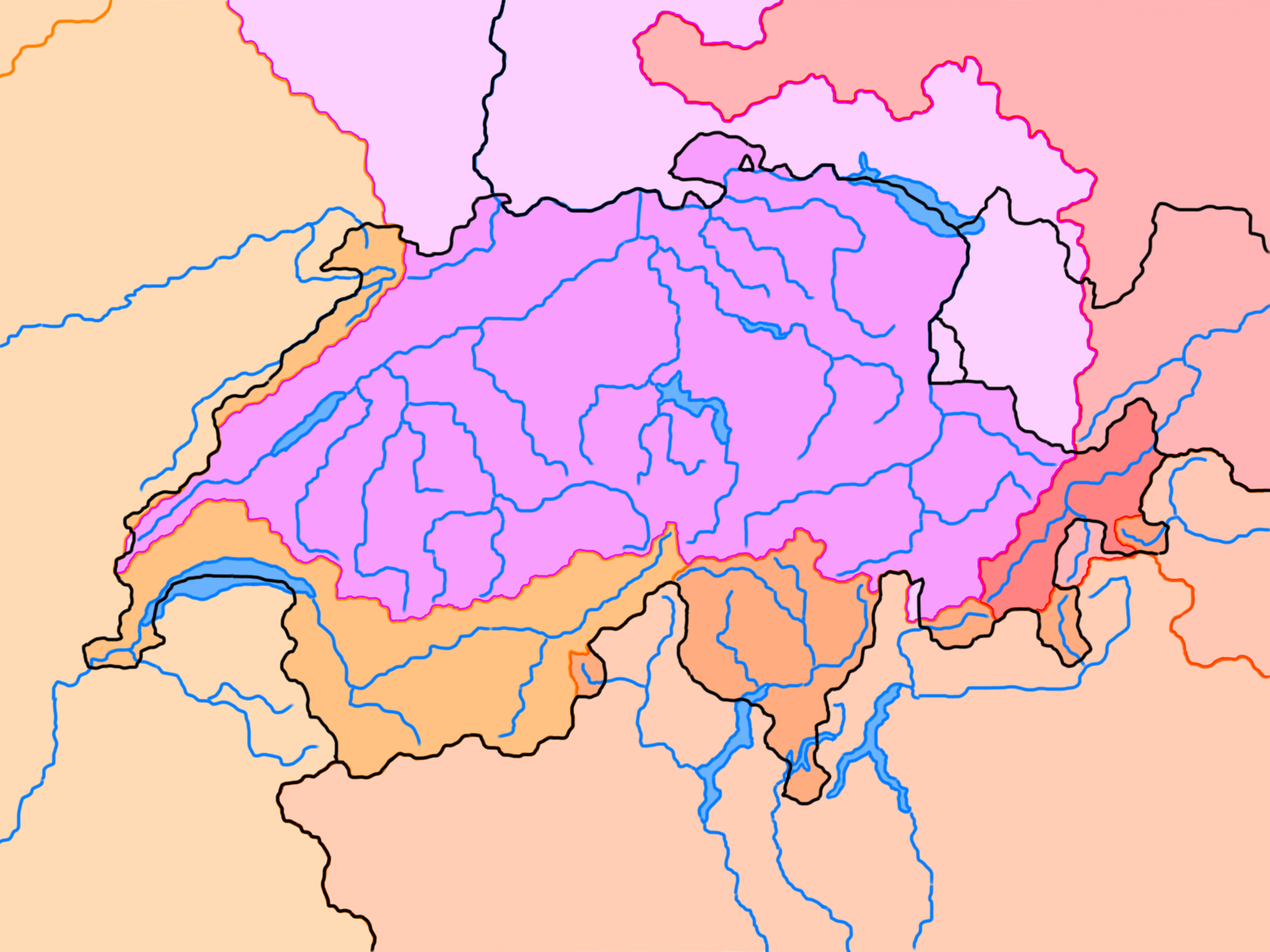
I bacini idrografici della Svizzera:
Reno (Aar)
Rodano (Doubs, Arve, Venoge)
Po (Ticino, Diveria, Poschiavino, Mera)
Adige (Rio Ram)
Danubio (Inn)

     Reno (Aar)
     Rodano (Doubs, Arve, Venoge)
     Po (Ticino, Diveria, Poschiavino, Mera)
     Adige (Rio Ram)
     Danubio (Inn)
Lista dei Fiumi della Svizzera:

## I fiumi più lunghi della Svizzera

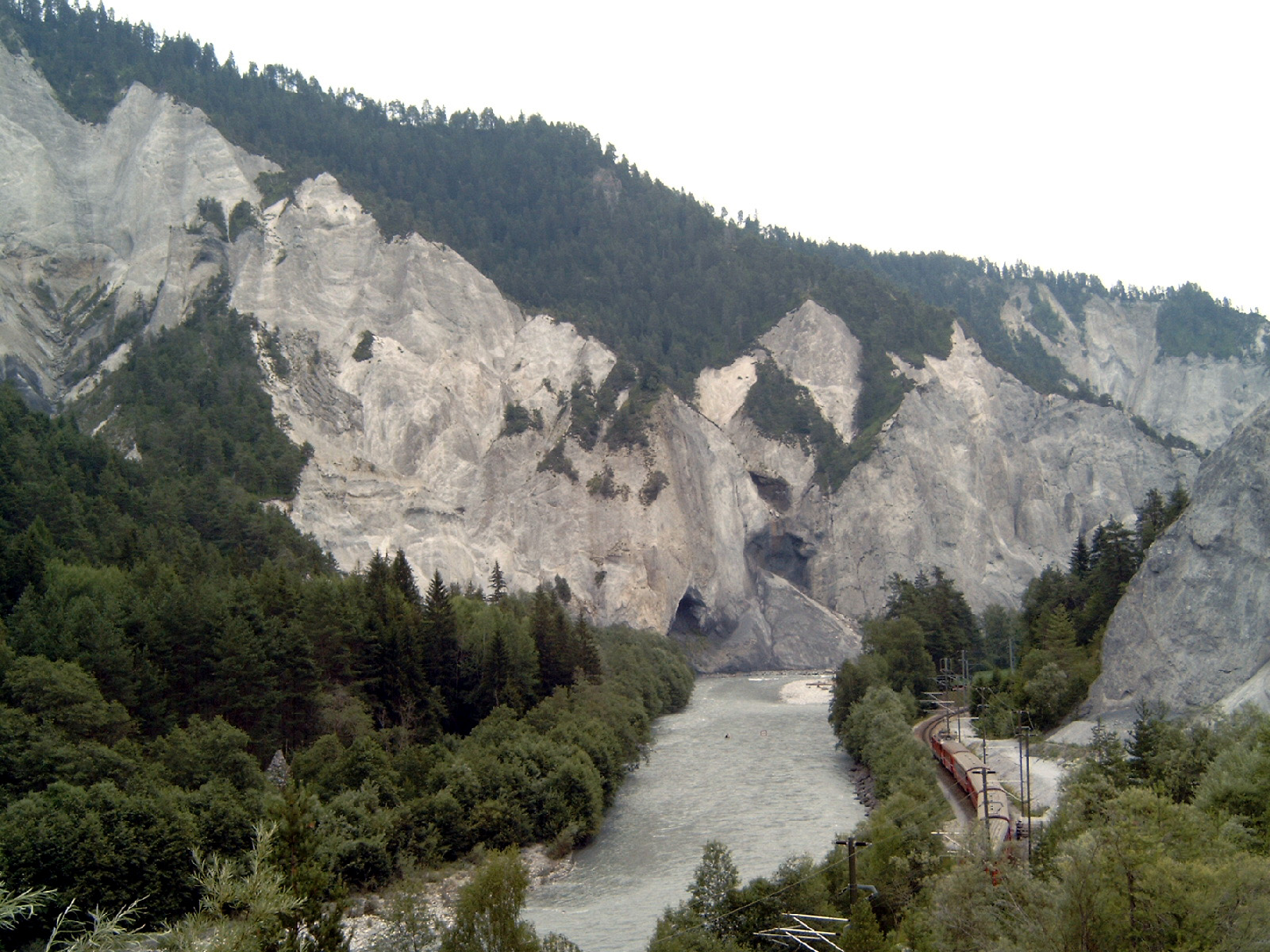
Il Reno anteriore nella gola Ruinaulta (GR)

(> 100 km, considerando solamente la lunghezza del fiume in territorio svizzero)
1. Reno - 375 km - 36 494 km²
2. Aar - 295 km - 17 779 km2
3. Rodano - 267 km - 10 403 km²
4. Reuss - 158 km - 3 425 km2
5. Linth / Limmat - 140 km - 2 416 km²
6. Sarina - 128 km - 1 892 km²
7. Thur 125 km - 1 724 km²
8. Inn - 104 km - 2 150 km²

## Fiumi con il più grande bacino idrografico
(> 1000 km², considerando solamente la superficie in territorio svizzero)
1. Reno - 375 km - 36 494 km²
2. Aar - 295 km - 17 779 km²
3. Rodano - 264 km - 10 403 km²
4. Reuss - 158 km - 3 425 km²
5. Linth / Limmat - 140 km - 2 416 km²
6. Inn - 104 km - 2 150 km²
7. Sarina - 128 km - 1 892 km²
8. Thur - 125 km - 1 724 km²
9. Ticino - 91 km - 1 616 km²
10. Reno Posteriore - 57,3 km - 1 693 km²
11. Reno Anteriore - 67,5 km - 1 514 km²
12. Doubs - 74 km - 1 310 km²
13. Kander - 44 km - 1 126 km²

## I fiumi ed i loro affluenti

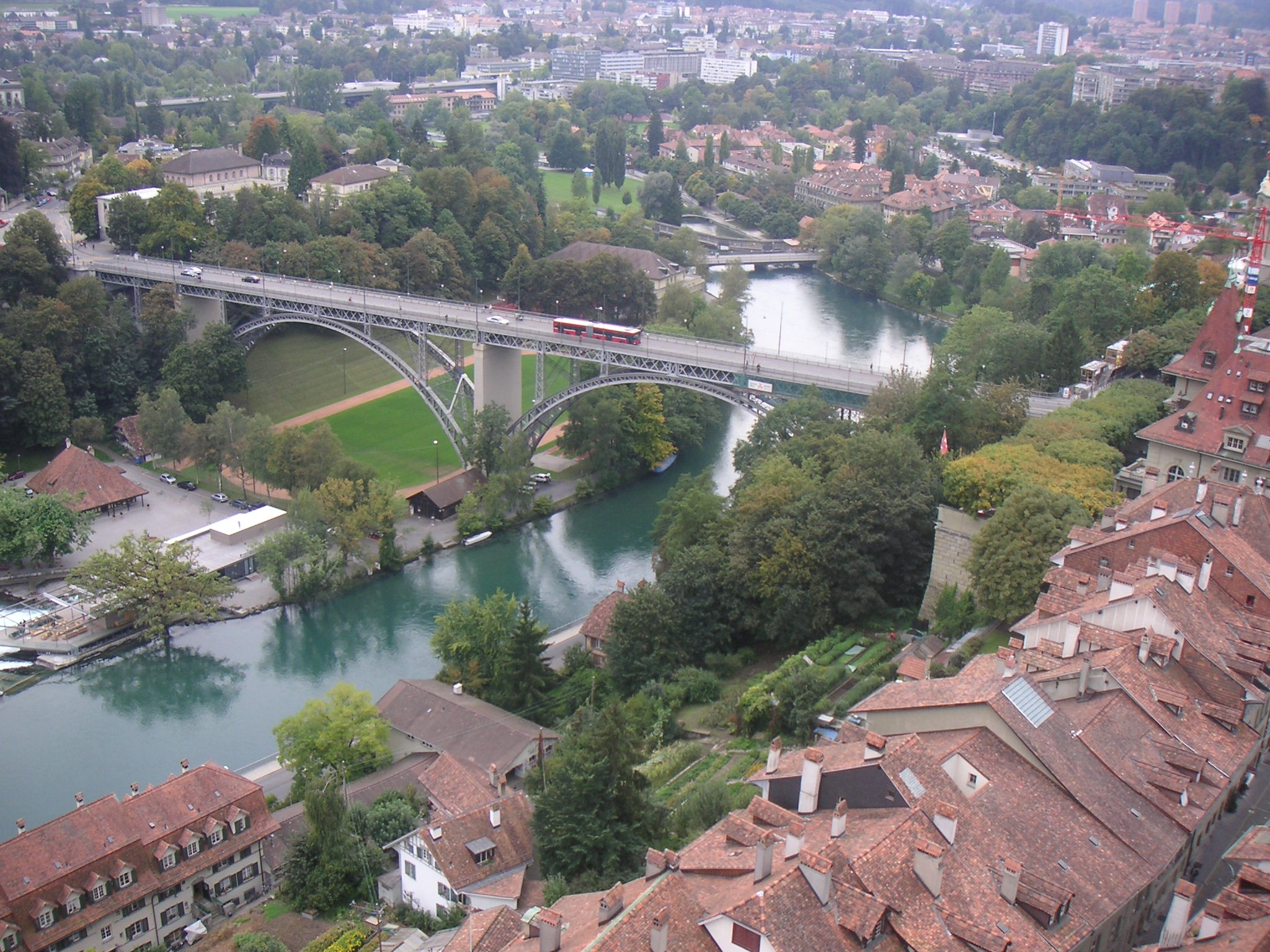
Aar nei pressi di Berna

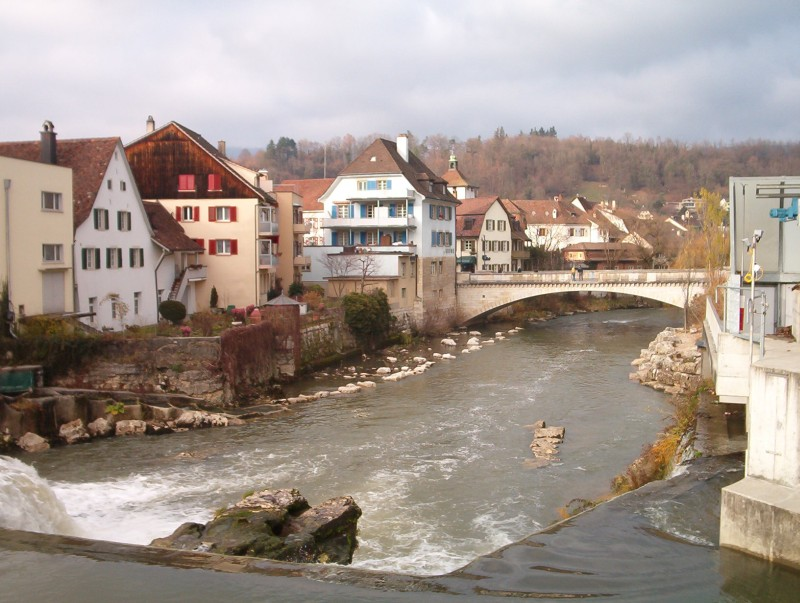
La Birsa nei pressi di Laufen

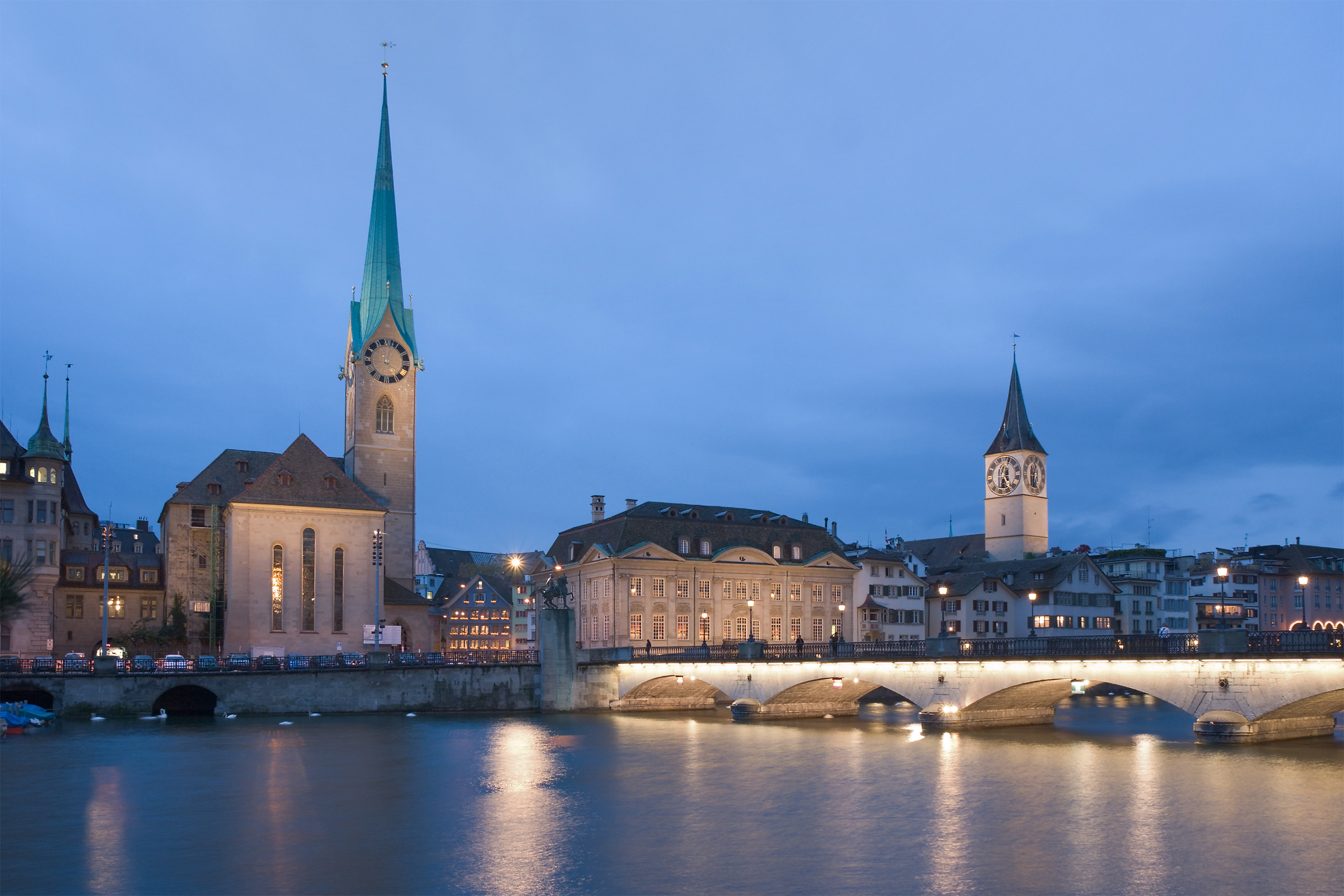
La Limmat a Zurigo

La Svizzera è drenata in quattro direzioni: 
- Mar del Nord, attraverso il Reno.
- Mar Mediterraneo, attraverso il Rodano.
- Mare Adriatico, attraverso il Po e l'Adige.
- Mar Nero, attraverso il Danubio.

Alcuni fiumi (ad esempio il Danubio) non scorrono in Svizzera, tuttavia sono nominati perché hanno degli affluenti svizzeri. Sono scritti in corsivo.
Reno - 375 km - 36'494 km² (il ramo principale sfocia a Hoek van Holland, Paesi Bassi)
Wiese -  km -  km² (a Basilea)
Birsig 21 km - 82 km² (a Basilea)
Birsa - 73 km - 924 km² (a Basilea) 
Aar - 295 km - 17'779 km² (a Koblenz) 
Linth / Limmat - 140 km - 2'416 km² (a Brugg)
Sihl - 73 km - 341 km² (a Zurigo)
Reuss - 158 km - 3'425 km² (a Brugg)
Kleine Emme - 58 km - 477 km² (vicino Lucerna)
Emme - 80 km - 983 km² (a Soletta)
Orbe / Thielle - 57 km - 488 km² (nel Lago di Bienna a La Neuveville)
Broye - 86 km - 850 km² (nel Lago di Neuchâtel a Cudrefin)
Saane/Sarine - 128 km - 1'892 km² (vicino a Berna)
Kander - 44 km - 1'126 km² (nel Lago di Thun vicino a Thun)
Simme - 53 km - 594 km² (a Wimmis)
Lütschine - km - (nel Lago di Brienz vicino a Interlaken)
Töss - 58 km - 442 km² (a Freienstein-Teufen)
Thur - 125 km - 1724 km² (vicino a Flaach)
Landquart - 43 km - 618 km² (nel distretto di Landquart)
Vorderrhein - 67,5 km - 1'514 km² (a Reichenau GR, vicino a Coira)
Reno Posteriore - 57,3 km - 1'693 km² (a Reichenau GR)
Albula - 36 km - 950 km² (vicino a Thusis)
Giulia -  km -  km² (a Tiefencastel)
Landwasser -  30,5 km -  47 km² (a Alvaneu)
Rodano - 264 km - 10'403 km² (a Port-Saint-Louis-du-Rhône, Francia) 
Saona -  km -  km² (a Lione, Francia)
Doubs - 74 km - 1'310 km² (a Verdun-sur-le-Doubs, Francia)
Allaine - 28 km - 197 km² (vicino a Montbéliard, Francia)
Arve -  km -  km² (a Ginevra)
Dranse - 43 km - 678 km² (a Martigny)
Lonza -  km -  km² (a Gampel)
Vispa - 40 km - 787 km² (a Visp)
Po (vicino a Venezia, Italia)
Adda -  km -  km² (a Cremona, Italia)
Breggia - km - km² (nel Lago di Como, tra Cernobbio e Como)
Mera -  km -  km² (nel Lago di Como a Sorico)
Poschiavino  -  km -  km² (a Tirano)
Ticino - 91 km - 1'616 km² (a Pavia)
Toce -  km -  km² (nel Lago Maggiore in Verbania)
Diveria -  km -  km² (vicino a Domodossola)
Tresa - 13 km - 754 km² (nel Lago Maggiore a Luino)
Maggia - 55 km - 926 km² (nel Lago Maggiore a Locarno)
Isorno - km -  km² a Ponte Brolla
Verzasca - km -  km² (nel Lago Maggiore a Tenero)
Adige (vicino a Venezia)
Rio Ram -  km -  km² (a Glorenza, Italia)
Danubio (a Sulina, Romania)
Inn - 104 km - 2 150 km² (a Passau, Germania)